# Mathieu Darche
Mathieu Darche, född 26 november 1976, är en kanadensisk idrottsledare och före detta professionell ishockeyforward som är general manager för New York Islanders i National Hockey League (NHL) sedan den 23 maj 2025.

## Spelare
Darche tillbringade nio säsonger i NHL, där han spelade för Columbus Blue Jackets, Nashville Predators, San Jose Sharks, Tampa Bay Lightning och Montreal Canadiens. Han producerade 72 poäng (30 mål och 42 assists) samt drog på sig 58 utvisningsminuter på 250 grundspelsmatcher.
Han spelade också för Füchse Duisburg i Deutsche Eishockey Liga (DEL) och Syracuse Crunch, Milwaukee Admirals, Hershey Bears, Worcester Sharks, Norfolk Admirals, Portland Pirates och Hamilton Bulldogs i American Hockey League (AHL).
Darche blev aldrig NHL-draftad.

### Statistik
| 1996–1997  | McGill Redbirds       | CIAU       | 23  | 1   | 2   | 3   | 27  | —  | —  | —  | —  | —  |
| 1997–1998  | McGill Redbirds       | CIAU       | 40  | 28  | 17  | 45  | 69  | —  | —  | —  | —  | —  |
| 1998–1999  | McGill Redbirds       | CIAU       | 32  | 16  | 24  | 40  | 60  | —  | —  | —  | —  | —  |
| 1999–2000  | McGill Redbirds       | CIAU       | 33  | 31  | 41  | 72  | 38  | 5  | 2  | 8  | 10 | 16 |
| 2000–2001  | Columbus Blue Jackets | NHL        | 9   | 0   | 0   | 0   | 0   | —  | —  | —  | —  | —  |
|            | Syracuse Crunch       | AHL        | 66  | 16  | 24  | 40  | 21  | 5  | 0  | 1  | 1  | 4  |
| 2001–2002  | Columbus Blue Jackets | NHL        | 14  | 1   | 1   | 2   | 6   | —  | —  | —  | —  | —  |
|            | Syracuse Crunch       | AHL        | 63  | 22  | 23  | 45  | 26  | 10 | 2  | 5  | 7  | 2  |
| 2002–2003  | Columbus Blue Jackets | NHL        | 1   | 0   | 0   | 0   | 0   | —  | —  | —  | —  | —  |
|            | Syracuse Crunch       | AHL        | 76  | 32  | 32  | 64  | 38  | —  | —  | —  | —  | —  |
| 2003–2004  | Nashville Predators   | NHL        | 2   | 0   | 0   | 0   | 0   | —  | —  | —  | —  | —  |
|            | Milwaukee Admirals    | AHL        | 76  | 28  | 31  | 59  | 41  | 22 | 6  | 8  | 14 | 8  |
| 2004–2005  | Hershey Bears         | AHL        | 79  | 29  | 25  | 54  | 49  | —  | —  | —  | —  | —  |
| 2005–2006  | Füchse Duisburg       | DEL        | 52  | 12  | 13  | 25  | 88  | —  | —  | —  | —  | —  |
| 2006–2007  | San Jose Sharks       | NHL        | 2   | 0   | 0   | 0   | 0   | —  | —  | —  | —  | —  |
|            | Worcester Sharks      | AHL        | 76  | 35  | 45  | 80  | 72  | 5  | 2  | 2  | 4  | 2  |
| 2007–2008  | Tampa Bay Lightning   | NHL        | 73  | 7   | 15  | 22  | 20  | —  | —  | —  | —  | —  |
|            | Norfolk Admirals      | AHL        | 4   | 3   | 7   | 10  | 2   | —  | —  | —  | —  | —  |
| 2008–2009  | Portland Pirates      | AHL        | 80  | 31  | 35  | 66  | 37  | 5  | 0  | 0  | 0  | 4  |
| 2009–2010  | Montreal Canadiens    | NHL        | 29  | 5   | 5   | 10  | 4   | 11 | 0  | 1  | 1  | 2  |
|            | Hamilton Bulldogs     | AHL        | 32  | 16  | 9   | 25  | 4   | —  | —  | —  | —  | —  |
| 2010–2011  | Montreal Canadiens    | NHL        | 59  | 12  | 14  | 26  | 10  | 7  | 1  | 1  | 2  | 0  |
| 2011–2012  | Montreal Canadiens    | NHL        | 61  | 5   | 7   | 12  | 18  | —  | —  | —  | —  | —  |
| NHL totalt | NHL totalt            | NHL totalt | 250 | 30  | 42  | 72  | 58  | 18 | 1  | 2  | 3  | 2  |
| AHL totalt | AHL totalt            | AHL totalt | 552 | 212 | 231 | 443 | 290 | 47 | 10 | 16 | 26 | 20 |

## Idrottsledare
Efter spelarkarriären har Darche varit anställd hos sitt gamla ishockeylag Tampa Bay Lightning och var där chef för deras ishockeyverksamhet 2019–2025 och assisterande general manager 2022–2025. Han var med och vinna Stanley Cup för säsongerna 2019–2020 och 2020–2021. I april 2025 meddelade New York Islanders att Islanders och deras dåvarande general manager Lou Lamoriello hade gått skilda vägar. Den 23 maj blev det klart att Darche hade blivit utsedd som efterträdaren till Lamoriello.